# Jazz Jackrabbit (datorspel 2002)
Jazz Jackrabbit  är ett plattformsspel som utvecklats av Game Titan. Den släpptes 2002 för Game Boy Advance, publicerad av Jaleco under licens från Epic Games. Det är den tredje (inte räknar det outgivna Jazz Jackrabbit 3-spelet) och sista spel i Jazz Jackrabbit-serien. Till skillnad från de två första spelen som släpptes på PC, är Jazz Jackrabbit den första och enda som ska släppas på en konsol. Spelet har 24 singleplayer nivåer och 11 multiplayer nivåer. Endast en kopia av spelkassetter krävs för ett multiplayer-spel.

## Handling
Jazz Jackrabbit fångas av en grupp kameleont medan han på uppdrag i landet. Jazz börjar sin flykt och besegrar Chameleon King. Därefter skickade han på olika uppdrag av R.A.B.T. HQ, som avbryter hans önskan om pensionering.

## Spelupplägg
Även om spelet har samma genre, delar det inte samma mekanik som de andra spelen. Jazz måste gå igenom alla nivåer, skjuta med en blaster som kan avfyras i 8 riktningar och har obegränsat ammunition. Jazz kan också samla fem andra vapen med sin egen ammunitionstyp.